# Aramil
Aramil (Russisch: Арамиль) is een Russische stad in de oblast Sverdlovsk op de oostelijke hellingen van de Centrale Oeral, gelegen op de plek waar de rivier de Aramilka in de Iset stroomt op ongeveer 25 kilometer ten zuidoosten van Jekaterinenburg. De stad staat onder jurisdictie van het gemeentelijk district Sysertski.

## Geschiedenis
De plaats ontstond in 1675 als een sloboda door toedoen van migranten uit Sarapoel. De oorsprong van de naam komt van het Tataarse 'урёмный' (ru: арамале; aramale) wat zoiets betekent als "rivier met stoormgebieden, die overgroeid waren met gemengde bossen, struiken, graslanden en/of riet". In 1709 raakte de plaats zwaar beschadigd door een van de Basjkierse opstanden. In de 19e eeuw ontstond er een kledingfabriek, waar lakens en sjalen werden gemaakt en verkocht. Deze fabriek had ongeveer 3000 werknemers begin 20e eeuw. Daarnaast waren er toen enkele steenfabrieken, enkele kleine werkplaatsen en werd er graan gemalen tot meel. In de jaren 30 werd de kledingindustrie er verder ontwikkeld. De plaats kreeg stadsrechten in 1966.

## Economie en transport
De plaats heeft een kledingfabriek, plasticfabriek en een aantal bedrijven die voedsel verwerken.
De plaats ligt tussen de beide hoofdwegen die van uit Jekaterinenburg naar de steden Koergan en Tsjeljabinsk leiden. De plaats heeft een treinstation 5 km buiten de bebouwde kom die onder andere spoorverbindingen heeft met Jekaterinenburg en Koergan. Ook bevindt zich er de kleine luchthaven Oektoes.

## Demografie
| 1959   | 1970   | 1979   | 1989   | 2002   |
| ------ | ------ | ------ | ------ | ------ |
| 11.500 | 13.000 | 13.400 | 13.584 | 15.076 |

## Bezienswaardigheden
De stad heeft een van de oudste parochiën van de Oeral en heeft een Russisch-orthodoxe tempel uit 1830 met een uniek rechthoekig altaar, dat wordt gerestaureerd.